# Simon Dumont
Pour les articles homonymes, voir Dumont.

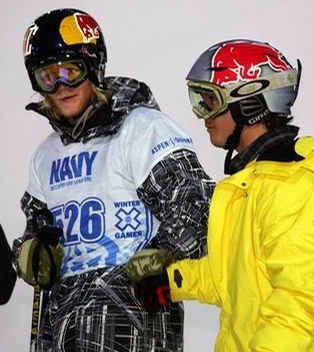
Simon Dumont et Tanner hall

Simon Francis Dumont est un skieur américain né à Bethel (Maine) le 9 juillet 1986. Il est un des meilleurs skieur freestyle du monde.
Il arriva 1er au big air des X Games 2009 en réalisant un double front flip superman. Lors de cette même compétition, il termina 3e au super pipe derrière Tanner Hall et Xavier Bertoni respectivement 2e et 1er.
En 2008, et en 2006, il avait déjà fini 2e au super pipe lors de cette même compétition juste derrière Tanner Hall. Il a remporté cette épreuve en 2004 et 2005.
Il détient de plus le record du plus haut saut en quarter-pipe soit 35 pieds (10,668 mètres).
Il termine 4e à la finale du Superpipe aux X-games 2011 derrière Kevin Rolland (1er), le jeune Torin Yater-Wallace (2e) et Justin Dorey (3e). Une mauvaise réception lui a valu une perte de points considérable. Il réussit à prendre une médaille de bronze aux mondiaux de Park City en février 2011.